# Katrin Rutschow-Stomporowski
Katrin Rutschow-Stomporowski (Waren, 2 april 1975) is een Duits voormalig roeister. Rutschow maakte haar debuut tijdens de Wereldkampioenschappen roeien 1994 met een gouden medaille in de dubbel-vier. Een jaar later prolongeerde Rutschow haar wereldtitel tijdens de Wereldkampioenschappen roeien 1995. Op haar eerste Olympische spelen won Rutschow de gouden medaille in de dubbel-vier tijdens de Olympische Zomerspelen 1996. Na afloop van de Olympische spelen stapte ze over naar de skiff. Na twee zilveren medaille tijdens de Wereldkampioenschappen roeien 1998 en 1999 won Rutschow de bronzen medaille tijdens de Olympische Zomerspelen 2000. Na drie medailles in verschillende kleuren tijdens de Wereldkampioenschappen roeien 2001, 2002 en 2003 sloot Rutschow haar carrière af met de olympische titel in de skiff tijdens de Olympische Zomerspelen 2004.

## Resultaten
- Wereldkampioenschappen roeien 1994 in Indianapolis  in de dubbel-vier
- Wereldkampioenschappen roeien 1995 in Tampere  in de dubbel-vier
- Olympische Zomerspelen 1996 in Atlanta  in de dubbel-vier
- Wereldkampioenschappen roeien 1997 in Meer van Aiguebelette 5e in de skiff
- Wereldkampioenschappen roeien 1998 in Keulen  in de skiff
- Wereldkampioenschappen roeien 1999 in St. Catharines  in de skiff
- Olympische Zomerspelen 2000 in Sydney  in de skiff
- Wereldkampioenschappen roeien 2001 in Luzern  in de skiff
- Wereldkampioenschappen roeien 2002 in Sevilla  in de skiff
- Wereldkampioenschappen roeien 2003 in Milaan  in de skiff
- Olympische Zomerspelen 2004 in Athene  in de skiff

1976: Christine Scheiblich ·
1980: Sanda Toma ·
1984: Valeria Răcilă-Rosça ·
1988: Jutta Behrendt ·
1992: Elisabeta Lipă-Oleniuc ·
1996: Jekaterina Chodotovitsj ·
2000: Jekaterina Karsten ·
2004: Katrin Rutschow-Stomporowski ·
2008: Roemjana Nejkova ·
2012: Miroslava Knapková ·
2016: Kimberley Brennan-Crow ·
2020: Emma Twigg ·
2024: Karolien Florijn
1988: Kerstin Förster & Kristina Mundt & Beate Schramm & Jana Sorgers ·
1992: Sybille Schmidt  &  Birgit Peter  & Kerstin Müller & Kristina Mundt·
1996: Katrin Rutschow & Jana Sorgers & Kerstin Köppen & Kathrin Boron·
2000: Manja Kowalski & Meike Evers & Manuela Lutze  & Kerstin Kowalski ·
2004: Kathrin Boron & Meike Evers & Manuela Lutze & Kerstin Kowalski ·
2008: Tang Bin & Xi Aihua & Jin Ziwei & Zhang Yangyang ·
2012: Kateryna Tarasenko & Natalija Dovhodko & Anastasija Kozjenkova & Jana Dementjeva·
2016: Annekatrin Thiele, Carina Bär, Julia Lier, Lisa Schmidla ·
2020: Chen Yunxia & Zhang Ling & Lü Yang & Cui Xiaotong ·
2024: Lauren Henry & Hannah Scott & Lola Anderson & Georgina Brayshaw